# The Edge of Things (film 1913)
The Edge of Things è un cortometraggio muto del 1913 diretto da Lloyd Ingraham prodotto dalla Essanay Film Manufacturing Company.

## Produzione
Il film fu prodotto dalla Essanay Film Manufacturing Company. Venne girato a Niles. Gilbert M. 'Broncho Billy' Anderson, fondatore della casa di produzione Essanay (che aveva la sua sede a Chicago), aveva individuato nella cittadina californiana di Niles il luogo ideale per trasferirvi una sede distaccata della casa madre. Niles diventò, così, il set dei numerosi western prodotti dall'Essanay.
Due anni dopo, nel 1915, la compagnia di Chicago produsse un altro The Edge of Things, un dramma interpretato da Bryant Washburn e Edna Mayo.

## Distribuzione
Distribuito dalla General Film Company, il film - un cortometraggio di una bobina - uscì nelle sale cinematografiche degli Stati Uniti il 12 agosto 1913.